# سوفگانیا
سوفگانیا، دونات حنوکا، دونات ژله حنوکا (عبری: סופגנייה or סופגניה) یک نوع شیرینی سنتی در آشپزی یهودی است که در جشن حنوکا سرو می‌شود.